# Chiesa di San Marziale (Fumane)
La chiesa di San Marziale è una chiesa cattolica in rovina situata a Breonio, frazione di Fumane in provincia di Verona.

## Storia

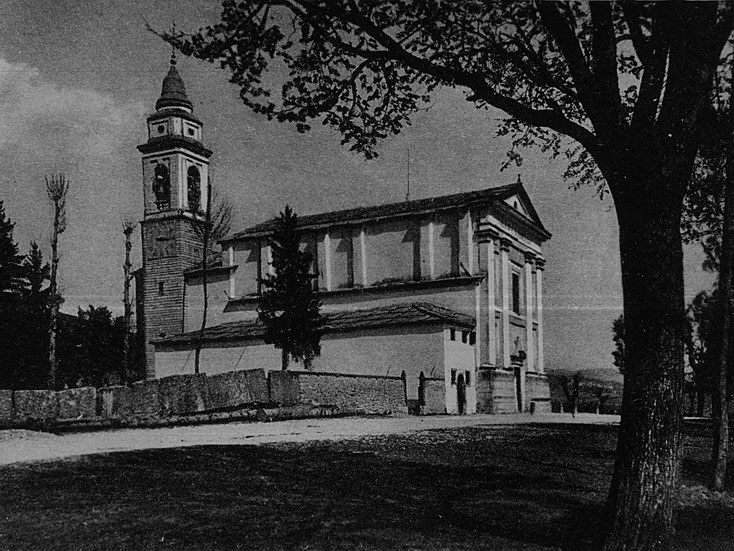
La chiesa come appariva negli anni 1940

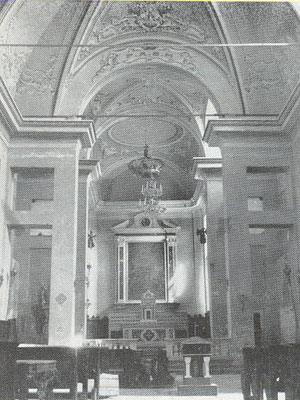
L'interno della chiesa

Il paese di Breonio disponeva già anticamente della chiesa dei Santi Giovanni e Marziale, situata nel centro abitato; verso la metà del XVIII secolo, essa era considerata troppo piccola per le esigenze della popolazione, che decise dapprima di ampliare l'esistente (1753), e poi, scartato quel progetto, di costruirne una nuova (1758), soluzione approvata sia dal doge di Venezia Francesco Loredan, sia dal vescovo di Verona Giovanni Bragadin. Il terreno per l'erigenda chiesa, posto a poca distanza dal paese, venne fornito gratuitamente dal parroco Gio Batta Simeoni, che sposò l'iniziativa: i lavori, quasi terminati, si arrestarono con la morte di don Simeoni nel 1782, e il successore, don Giacomo Antolini (1782-1819), non si curò di farli proseguire. La fabbrica rimase quindi ferma, cedendo al degrado, fino all'arrivo di don Lorenzo Zivelonghi (parroco per soli 10 mesi nel 1819) e quindi di don Gaspare Gasparini (1819-1841), sotto i quali la chiesa venne completata, arredata e consacrata il 26 luglio 1835; annessi alla chiesa vennero costruiti anche canonica e oratorio.
Il tempio diede però ben presto preoccupanti segnali di cedimento, con la comparsa di crepe sulla volta, sulle pareti e sulla facciata; un terremoto nel 1882 aggravò ulteriormente la situazione, e nel 1890 il sindaco di Fumane ordinò l'immediata chiusura al culto della chiesa. Nel 1893, dopo un restauro di tre anni di restauri voluto dall'arciprete don Giacomo Barbessi (1887–1924), la struttura venne riaperta, ma i problemi tornarono a presentarsi nel 1938: le perizie tecniche effettuate in quell'occasione rilevarono che la causa dei cedimenti strutturali era l'instabilità geologica del terreno e il peso eccessivo delle murature, entrambi problemi privi di soluzione. 
Il 9 novembre 1952 il genio civile ordinò la chiusura definitiva della chiesa, e già l'anno seguente cominciarono a crollare le lesene della facciata. Nel 1958-59 venne costruita una nuova chiesa in paese, intitolata a San Marziale in Santa Maria Regina, non distante dalla parrocchiale antica, e la chiesa settecentesca venne parzialmente demolita per recuperarne i materiali. Dagli anni settanta, le rovine della chiesa e i fabbricati annessi sono divenuti di proprietà privata.

## Descrizione

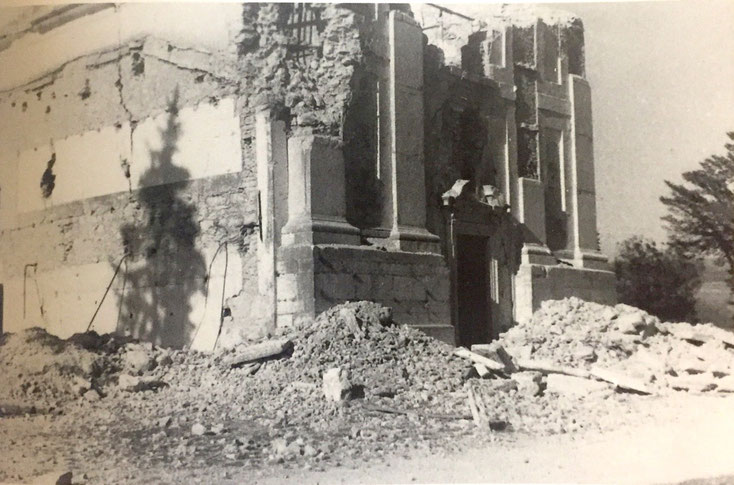
Demolizione della chiesa nel 1952

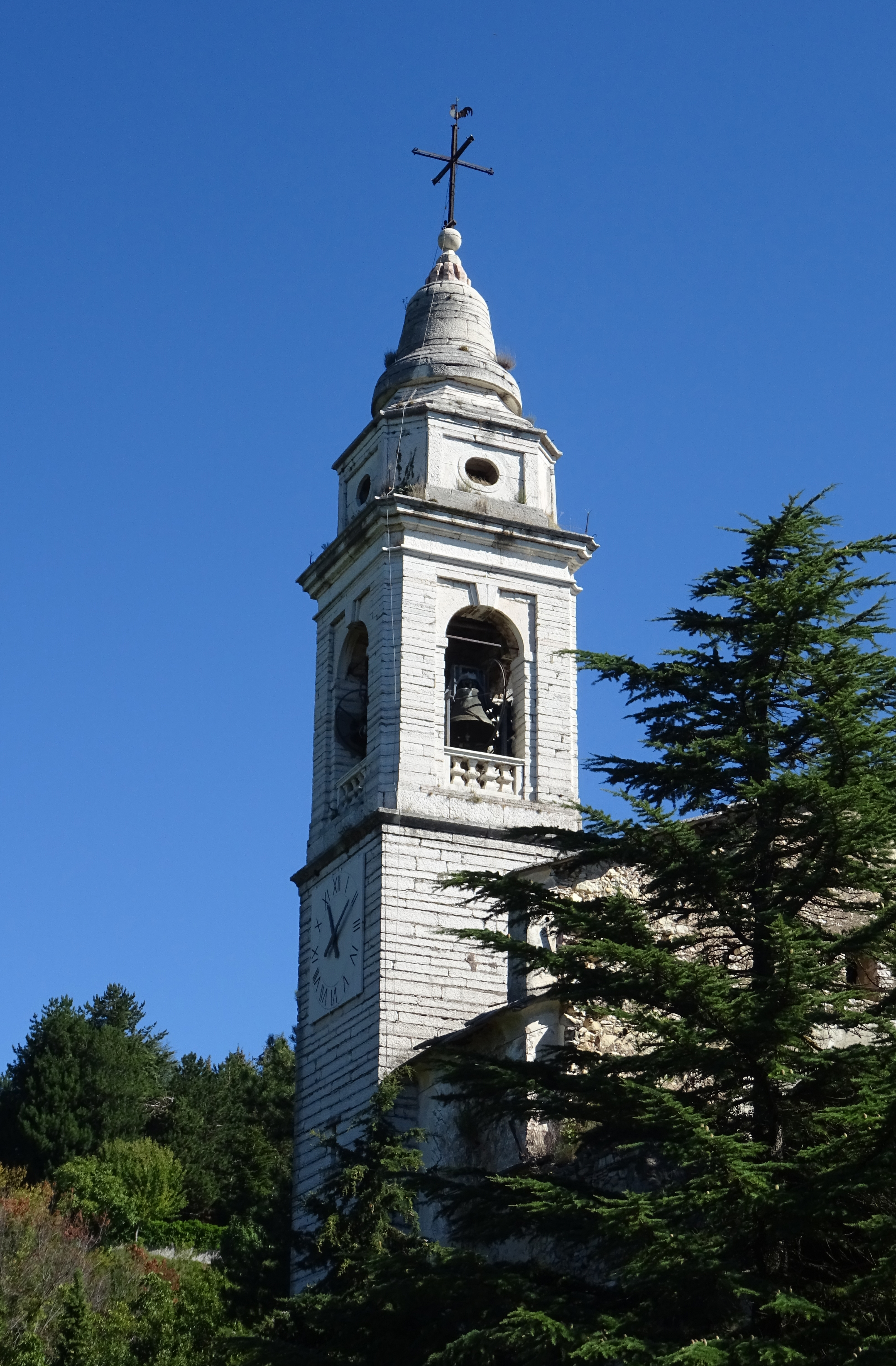
Il campanile

La chiesa era un grande edificio in stile neoclassico, situato in posizione isolata lungo la strada per Gorgusello; l'interno era a navata unica, con abside a fondale piatto. Conteneva tre altari (il maggiore e due laterali) in marmi policromi, con le pale raffiguranti la resurrezione di un morto da parte di san Marziale, la Natività e la Madonna con i santi Antonio abate e Francesco; numerosi altri dipinti, incluse le stazioni della via Crucis, ornavano le pareti.
A seguito della demolizione parziale, restano in piedi parte delle mura perimetrali della navata, l'abside e il campanile, tuttora funzionante, il cui orologio è stato restaurato nel 2000. Accanto alla chiesa è presente la canonica e, sull'altro lato, un piccolo cimitero.